# Жінки в Ізраїлі
Положення жінок, які живуть або походять з держави Ізраїль, заснованої 1948 року, не регулюється Конституцією, але в Декларації незалежності Ізраїлю зазначено: «Держава Ізраїль … буде забезпечувати повну рівність соціальних і політичних прав усім людям, незалежно від віросповідання, раси або статі».
Ізраїльські закони забороняють дискримінацію за статтю у сфері зайнятості та заробітної плати. Попри це, все одно є скарги щодо суттєвих відмінностей в оплаті праці чоловіків і жінок. 2012 року Ізраїль посів 11 місце з 59 розвинених країн за працевлаштуванням жінок та 24-те — за кількістю жінок, які обіймають керівні посади.

## Права жінок

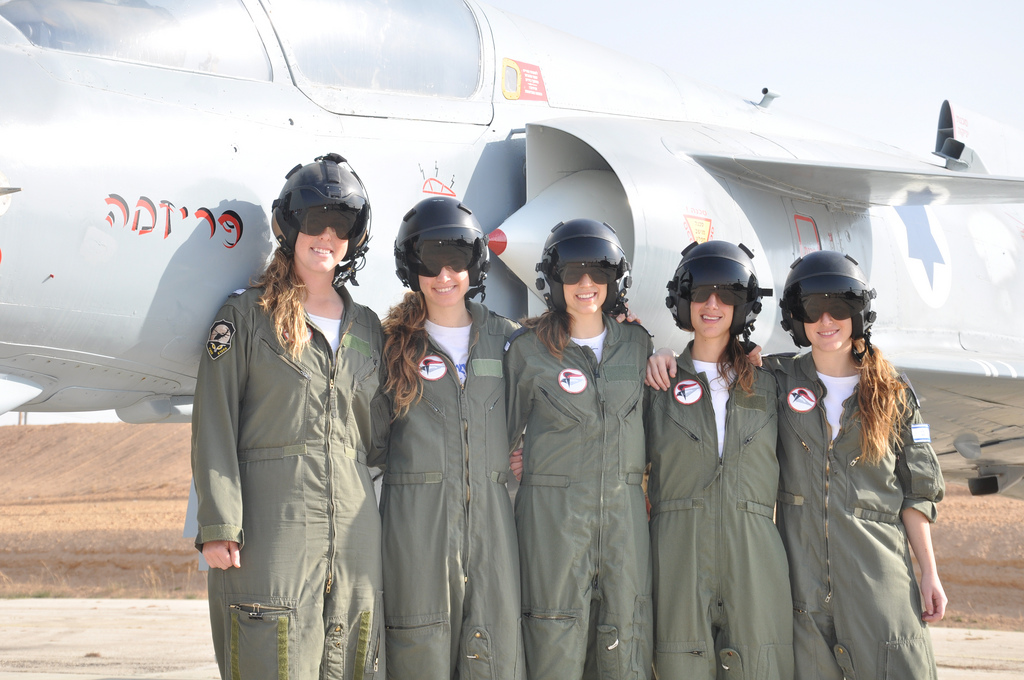
Випускниці ізраїльських курсів пілотів

Ще до утворення держави на ізраїльській землі були борчині за права жінок, наприклад, жінки в новому Ішуві (частині єврейського населення в Палестині до створення держави Ізраїль). Новий Ішув належить тим, хто почав будувати будинки за межами старих міських стін Єрусалиму в 1860-х. У 1919 році була створена перша національна жіноча партія в новому Ішуві (Союз єврейських жінок за рівні права в Ерец-Ісраель). Керівницею партії стала Роза Рант-Страус, яка емігрувала туди в тому ж році (перебувала на посаді до своєї смерті).
1926 року харедіми, які вважали за краще не стикатися з можливістю плебісциту, покинули Асамблею представників ішуву, і того ж року була оголошена офіційна декларація (ратифікована урядом 1927 року), що підтверджувала «рівні права жінок в усіх сферах життя ішува — цивільній, політичній, і економічній».
Ізраїль став третьою країною у світі, яку очолила жінка-прем'єрка Голда Меїр, і у 2010 році парламентарки в Ізраїлі посідали 18 % місць, що вище, ніж в арабському світі (в середньому на 6 %) і дорівнює рівню Конгресу США.
У Кнесеті було створено "Комітет з питань статусу жінок" для розгляду жіночих прав. Заявлена мета комітету: запобігання дискримінації, боротьба з насильством проти жінок та заохочення рівності у політиці, життєдіяльності та освіті. 1998 року Кнесет прийняв закон «про запобігання сексуальним домаганням».
2013 року міністр у справах релігій і головні рабини виступили із заявами проти примусового огляду жінок на міквах.
2018 року ізраїльтянка Рут Бейдер Гінзбург, отримуючи премію «Генеза» за життєві досягнення, з жалем відмітила сегрегацію жінок в державних університетах Ізраїлю, порівнюючи цю практику з дискримінаційними "окремими, але рівними" законами, які колись застосовувалися до чорношкірих у США.

## Закони про шлюб і розлучення
З моменту створення держави, ізраїльське законодавство дає юрисдикцію з питань, що стосуються особистого статусу для євреїв, включаючи шлюб і розлучення, рабинські суди.
1947 року Давид Бен-Гуріон погодився з тим, що авторитетом в питаннях шлюбу і розлучення людей зареєструвавшись як євреї будуть інвестовані в руках головного Рабинату Ізраїлю, і було підписано угоду про те, що (серед іншого), відомий як «статус-кво лист». У 1953 році Кнесет прийняв юрисдикції рабинських судів (Одруження і розлучення) Законі, 5713 — 1953. Стаття 1 цього Закону говорить: «питання шлюбу і розлучення євреїв в Ізраїлі, бувши громадянами або постійними мешканцями держави, повинні бути під виключною юрисдикцією рабинських судів». Основне положення статті 2 цього закону сказано: «шлюби й розлучення євреїв, проводяться в Ізраїлі відповідно до єврейського релігійного закону» (Дін Тора).
У рабинські суди, які діють відповідно до галахи (Тора, закон), а Єврейська жінка має право ініціювати шлюборозлучний процес, але її чоловік повинен дати свою згоду на розлучення остаточний. Якщо чоловік зникає або відмовляється дати розлучення, дружина вважається «agunah» (лит. «скуті одним ланцюгом жінки») і не може вступити в шлюб або народити halakhically законних дітей. рабинські суди можуть, і іноді роблять, санкції чоловік відмовився від розлучення, але все-таки не давати згоду на розлучення без її згоди.
Крім того, мусульманин чоловік має привілей розлучення дружині без її згоди та без звернення до суду. Якщо жінка-мусульманка має шлюбний договір, що передбачає обставини, за яких вона може отримати розлучення без згоди чоловіка, вона може лише подати заяву на розлучення через Шаріатські суди, і якщо її чоловік вирішить не давати згоди, вона втрачає можливість отримати розлучення через відсутність певних умов, і якщо їх теж не вистачає, вона стає прикутою жінкою, що заважає їй будувати життя за власним бажанням.
Християни в Ізраїлі можуть домагатися офіційного поділу або розлучення тільки через церковні суди від конфесії, до якої вони належать. Гендерна дискримінація в таких судах не настільки жорстка, або кодифікована як за шаріатом або ортодоксальними правилами.
У 2010 році Ізраїль прийняв закон Громадянського Союзу, що  надає рівні права чоловікам і жінкам і дозволяє цивільний шлюб і розлучення, але це право поширюється лише на ті пари, в яких жоден не зареєстрований як член якої-небудь релігії. Опитування, проведене Тель-Авівським університетом в 2009 році, показало, що 65% єврейського товариства підтримали наявність цивільного, гендерно-нейтрального шлюбу, хоча 70% опитаних висловилися, що релігійна церемонія була раніше особисто важливою для їх власного весілля.
У 2015 році Tzohar (релігійні Сіоністські єврейські організації в Ізраїлі), поряд з ізраїльською колегією адвокатів, представив шлюбний договір, який покликаний допомогти забезпечити розлученим дружинам отримати фінансове забезпечення; за договором чоловік зобов'язується виплатити велику суму грошей  у випадку розлучення з дружиною.

## Права арабських жінок

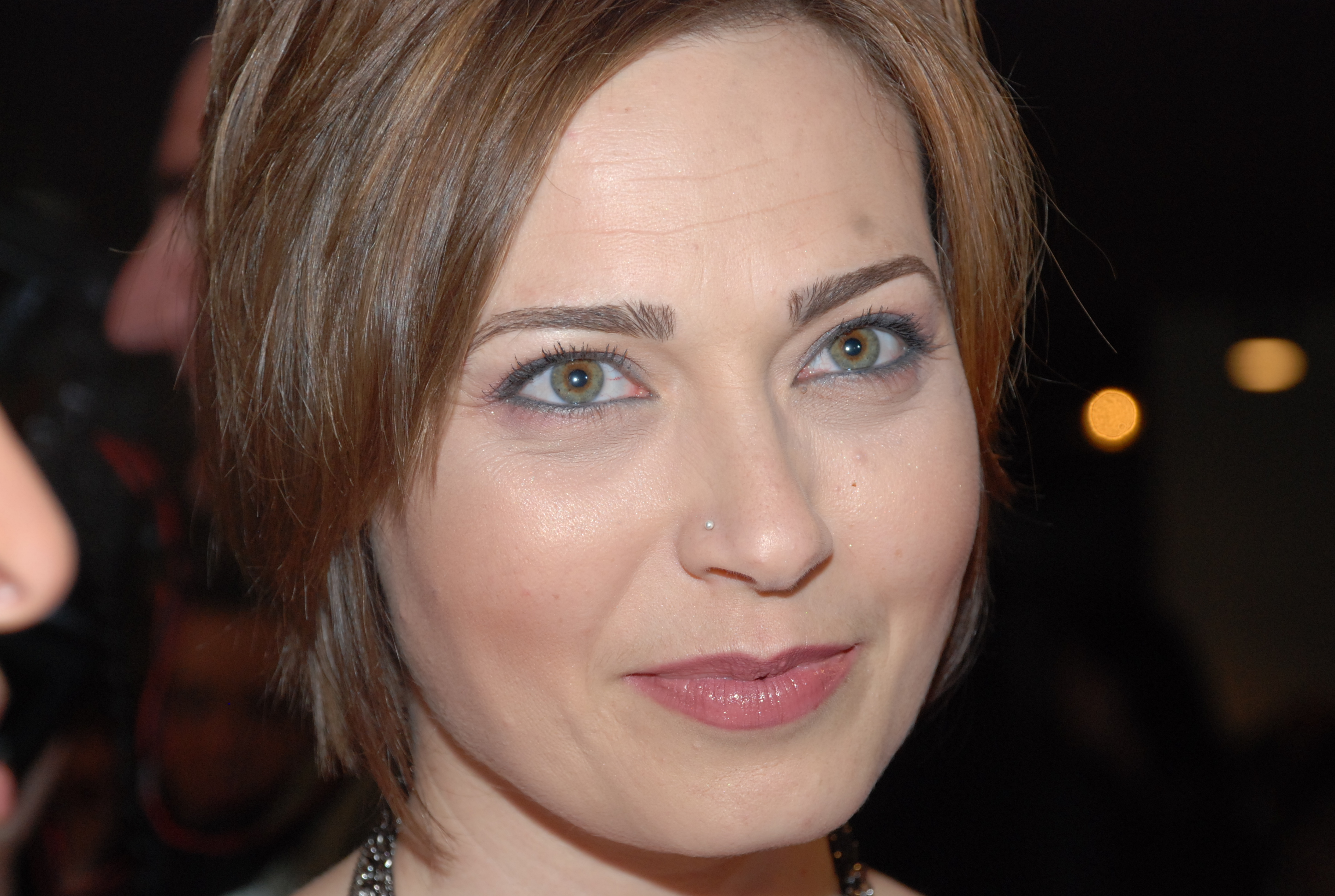
Міра Авад, ізраїльсько-арабська співачка, акторка, авторка пісень

Арабо-ізраїльські жінки беруть активну участь у державному і громадському житті. Надя Hilou була другою ізраїльсько-арабською жінкою-членкинею Кнесету.

## Політичне керівництво

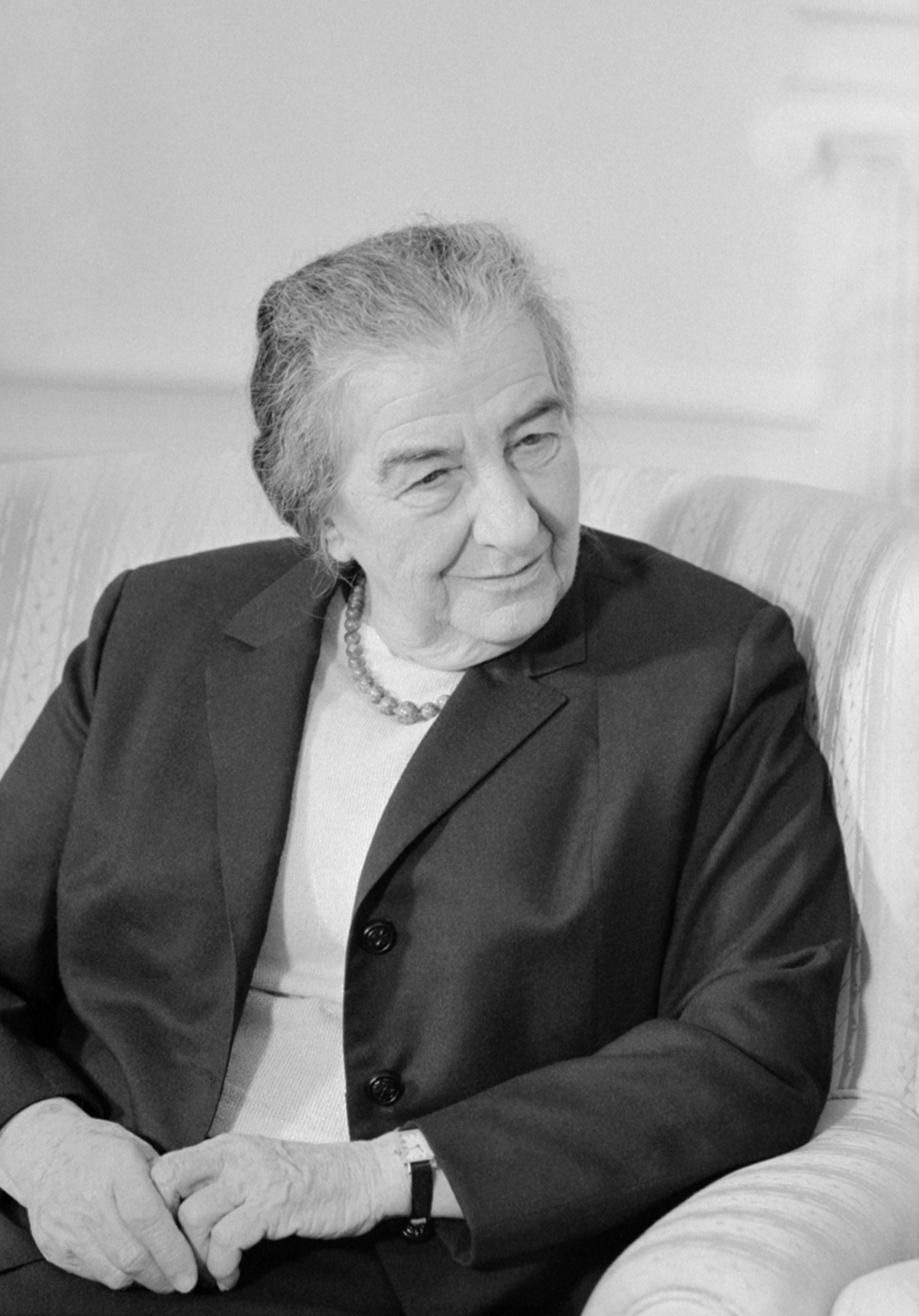
Голда Меїр, єдина жінка-прем'єрка Ізраїлю

З моменту заснування Держави Ізраїль деякі жінки засідали в ізраїльському уряді, і ще більше жінок працювало в провідних міністерських кабінетах. Ізраїль є однією з небагатьох країн, де жінка була прем'єр-міністеркою. Ізраїль відстає від більшості західних країн щодо представленості жінок у парламенті та уряді.
Хоча Декларація Незалежності держави Ізраїль говорить: «держава Ізраїль (…) буде забезпечувати повну рівність соціальних і політичних прав усім людям, незалежно від віросповідання, раси або статі», Харедим політичні партії (шас і Об'єднаний юдаїзм Тори) ніколи не допускали жінок у свої списки в Кнесет вибори. Проте у грудні 2014 року жінки-активістки в товаристві Харедим погрожують бойкотом Харедим партій в майбутніх виборах, якщо жінки не будуть  включені у виборчі спискиі.
Станом на  2016, жінки становили 26,7% з 120 членів Кнесету, помістивши Ізраїль на 54-те місце зі 185 країн, з присутності жінок у законодавчому органі. Для порівняння, частка жінок у Скандинавії складає понад 40%, в Європейському Союзі в середньому становить 17,6%, в той час, як в арабському світі становить 6,4%.
Жінок істотно розрізняються по демографії: більшість жінок-політиків представляли світські організації, в той час, як небагато хто з них приходять з релігійних єврейських чи арабських партій.
У січні 1986 року ізраїльська вчителька Лія Shakdiel отримала членство в релігійнїй Раді міста Йерухам, але міністр релігійних справ Zvulun скасував її членство на тій підставі, що жінки не повинні виступати в цій якості. На початку 1987 року була подана петиція у Верховний Суд Ізраїлю щодо цього інциденту. Верховний Суд одноголосно схвалив прецедент на досягнення Shakdiel, і в 1988 році вона стала першою жінкою в Ізраїлі, яка обійняла посаду в релігійній раді.
2015 року була заснована перша ізраїльська політична партія, присвячена ультраортодоксальним жінкам, під назвою «Bizchutan: Хареди»..

## Жінки в армії

Офіцерки Армії оборони Ізраїлю в 1950 році

Ізраїль є однією з небагатьох країн у світі з обов'язковою військовою службою для жінок. Жінки служили в ізраїльських військах як до, так і після заснування держави в 1948 році Наразі вони складають 33% солдатів усіх ЦАХАЛ і 51% офіцерів, виконуючи різні ролі в сухопутних військах, флоті та повітряних силах. У 2000 році поправка про рівність до закону про військову службу закріпила право жінок служити на будь-якій посаді нарівні з чоловіками. На сьогодні 88% усіх військових посад в Армії оборони Ізраїлю відкриті для жінок, які також представлені на 69% доступних позицій.
8 листопада 1995, будучи студенткою аеронавтики в Техніоні в рамках академічного резерву, Аліса Міллер звернулася в ізраїльський Верховний суд після того, як відхилив для експериментального підбору фази в ізраїльських ВПС льотна академія. Наступне її звернення президент Ізраїлю Езер Вейцман, колишній командувач ВПС Ізраїлю, шовіністично прокоментував висміюванням ідеї жінок як льотчиць-винищувачок: «Слухай maideleh, ви коли-небудь бачили людину, яка в'яже шкарпетки? Ви коли-небудь бачили жінку-хірурга або жінку-диригента оркестру? Жінки не здатні витримати тиск, необхідний для льотчиків-винищувачів». ізраїльський Верховний Суд у підсумку вирішив у 1996 році, що МАФ не міг виключити кваліфікованих жінок від підготовки пілотів. Хоча Міллер не скласти іспити, інцидент став переломним, відкриваючи двері для жінок в ЦАХАЛІ. Після цієї заяви, військові частини почали прийом жінок, в тому числі ізраїльські ВПС льотна академія, військово-морські сили Ізраїлю офіцерські курси, різні артилерійські курси, ізраїльські ППО і прикордонної поліції Ізраїлю. Рівність поправка до військової служби закон, прийнятий в січні 2000 року, завершили постанова Верховного Суду, як це визначено право жінок-солдатів добровольців для бойових професій. Цей закон заявив, що «право жінок служити у якої-небудь ролі в ЦАХАЛІ рівні права чоловіків.» поправки, підготовлені жінки-депутати надані рівні можливості для жінок і фізично, і особисто підходить для роботи. Питання про те, хто і що був «підходящий» був залишений на розсуд військового керівництва в кожному конкретному випадку.

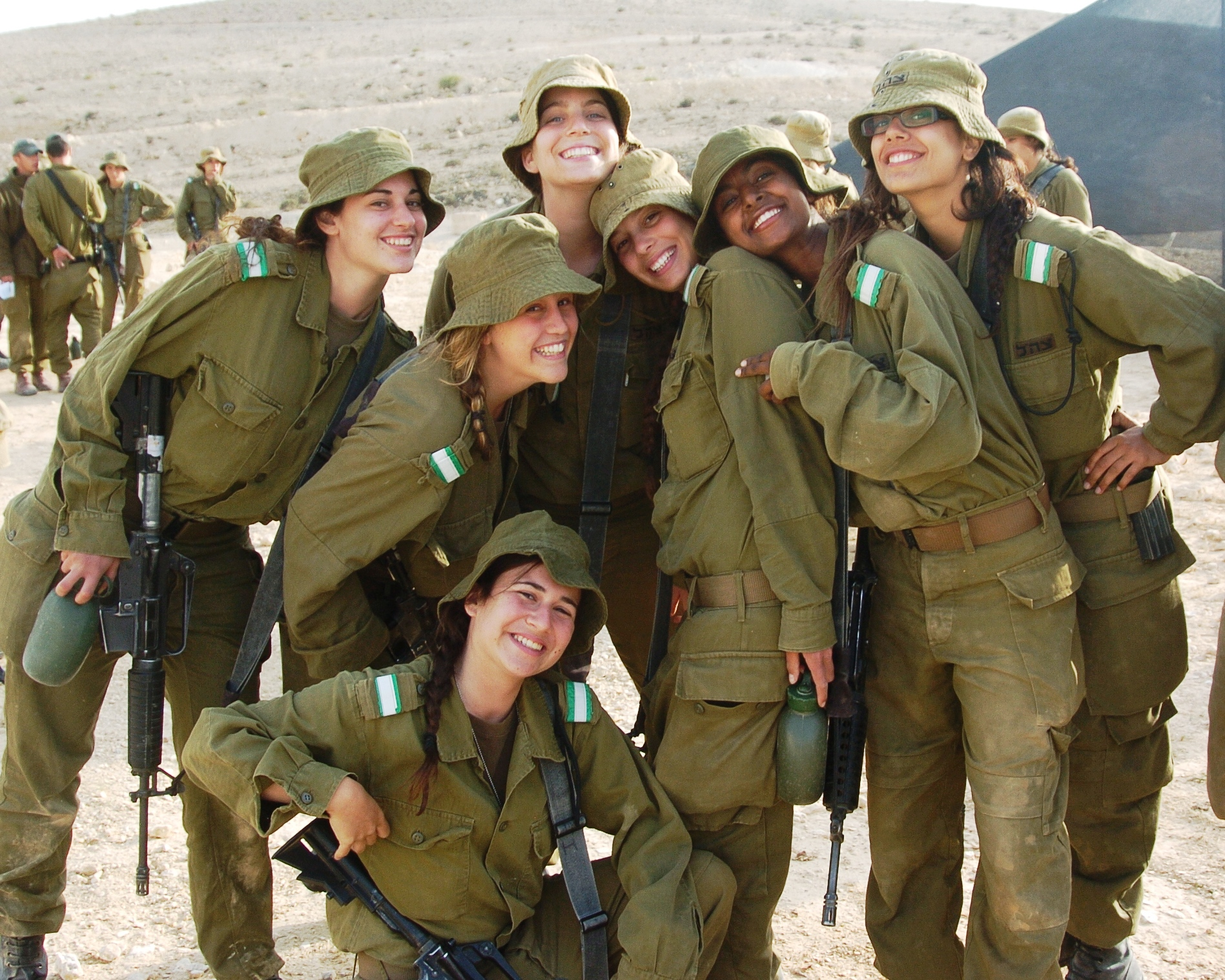
Ізраїльські військовослужбовиці

Жінки почали застосовувати для бойової підтримки та легких бойових ролей в корпусної артилерії, піхоти і танкових дивізій. У Каракале батальйон був сформований, який дозволив чоловікам і жінкам разом служити в легкій піхоті. Багато жінок приєдналися до прикордонної поліції. (багато ізраїльські жінки були прийняті, щоб пілот етап відбору в ізраїльськиі) ? Жінки почали залучатися до бойової підтримки та легких бойових ролей у корпусній артилерії, піхоті та танкових дивізіях. Було створено батальйон «Каракаль», де чоловіки та жінки могли служити разом у легкій піхоті. Також багато жінок приєдналися до прикордонної поліції.
Військово-повітряні Ізраїлю почали приймати жінок на етап відбору до льотної академії, а деякі з них успішно завершили навчання. У 2001 році Роні Цукерман стала першою жінкою-пілотом реактивного винищувача. До 2006 року перші жінки-пілоти та штурмани закінчили навчальний курс, і більшість жінок приєдналися до бойових підрозділів, здебільшого виконуючи підтримувальні ролі—розвідниць, інструкторів, соціальних працівників, медиків та інженерів.
Під час Другої ліванської війни жінки взяли участь у польових операціях нарівні з чоловіками. Вертолітний інженер, сержант-майор резерву Керен Тендлер стала першою жінкою-бойовим солдатом, яка загинула в бою. У листопаді 2007 року Військово-повітряні сили Ізраїлю вперше призначили жінку на посаду заступника.
Тим не менше, в Армії оборони Ізраїлю залишаються посади, які закриті для жінок. У 2003 році Яара Штольберг подала петицію до Верховного суду Ізраїлю, оскаржуючи рішення ЦАХАЛу про недопущення жінок до служби в зенітному підрозділі «Махбет». Однак приблизно через шість місяців після завершення її дворічної обов'язкової військової служби суд відхилив петицію, заявивши, що справа стала «неактуальна і теоретична».
23 червня 2011 року Орна Барбівай стала першою жінкою в Армії оборони Ізраїлю, яка отримала звання генерал-майора, коли її було призначено командувачем Кадрового директорату. Вона стала другою жінкою, яка увійшла до Генерального штабу.
У відповідь на наступні повідомлення, коли православні єврейські солдати висловлювали заперечення проти учасників жінок у співі під час військових ритуалів, керівництво ЦАХАЛ постановило, що солдати не можуть залишити військові збори на знак протесту проти жіночого співу, але можуть подати прохання про звільнення від участі в культурних заходах на цих підставах. У жовтні 2011 року жінки-солдати попросили покинути офіційний захід, присвячений завершенню свята Сімхат Тора, і танцювати в окремій зоні. У листопаді 2011 року 19 відставних генералів зробили лист міністру оборони Ехуду Бараку та начальнику Генштабу ЦАХАЛ Бені Ганцу із закликом не розглядати вимоги релігійних солдатів щодо обмеження участі жінок у таких заходах.

## Гендерна сегрегація та дискримінація в громадських місцях

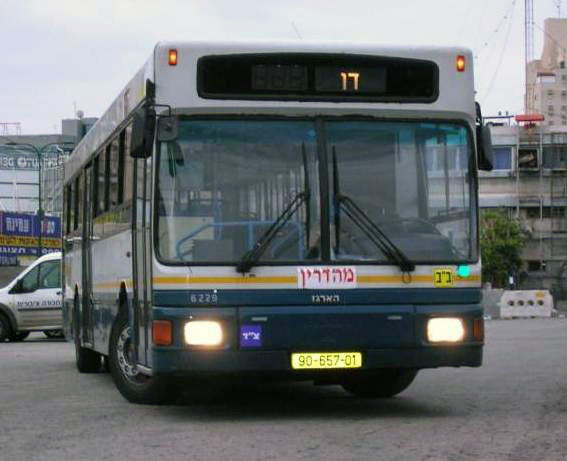
Автобус з написом «типу '» Бней-браці

У 2013 році генеральний прокурор Ізраїлю Йегуда Вайнштейн порадив міністрам уряду, щоб покласти край гендерній сегрегації в громадських місцях. Якщо вони будуть реалізовані, керівництво повинно змінити багато аспектів повсякденного життя в Ізраїлі, де гендерна сегрегація допускається в громадському транспорті, на похоронах, в охороні здоров'я і по радіо ефіру. Однак рекомендації генерального прокурора не є обов'язковими.
В ортодоксальному юдаїзмі є певні ситуації, в яких гендерний поділ практикується з релігійних і соціальних причин, суворі правила що до розділення чоловіків і жінок. До 2011 року на деяких маршрутах діяли спеціальні автобуси, де передні місця призначалися для чоловіків, а жінки мали сидіти позаду. . У 2006 році, жінка Міріам, американська єврейська жінка, стверджує, що вона зазнала нападу ультраортодоксів чоловіків після відмови перейти до задньої частини автобуса. Критики порівнювали такі маршрути із системою расової сегрегації в США, а сам Міріам називали «ізраїльською Розою Паркс». . У липні 2004 року, американо-ізраїльська письменниця Наомі Рейджен стверджує, що її переслідували за відмову перейти до задньої частини автобуса.
Єврейська щоденна газета зазначила, що гендерна сегрегація була традицією в Ізраїлі і наразі вона на підйомі, подекуди охопивши гендерну сегрегацію в ліфтах. У деяких частинах Єрусалиму, де живуть ультраортодокси, рекламні оголошення та афіші не мають фотографій жінок, а деякі супермаркети мають різні годинники для чоловіків та жінок. У деяких клініках також є окремі годинники для чоловіків і жінок.
Схожі проблеми гендерної сегрегації такі авіакомпанії, як Ель Аль, де ультраправославні пасажири чинили тиск на жінок, щоб ті пересіли, бо викликають у них неправедні помисли, в результаті чого літаки були затримані. В інтерв'ю для Таймс Анат Гофман аналізує явище, відзначаючи, що IRAC почали кампанію, що закликає ізраїльських жінок не відмовлятися від своїх місць. «У мене сто історій», — сказала Гофман. У 2017 році Єрусалимський світовий суд постановив, що співробітники авіакомпанії не змогли запитом пасажирки пересідають на свої місця просто тому, що чоловіки хочуть їх.
Була й дискусія дискримінації щодо жінок у громадських місцях. Жінки стіни боролися за право жінок молитися в їх моди на Західній стіні, в тому числі носити молитовні хустки, співати і диригувати священичого благословення дочки жрецької касти. Жінки також були позбавлені права співати в будь-яких громадських заходах, таких як панахиди і в Кнесеті. Полеміка концентрується на тому, "що забороняє жінкам співати - образливий акт неприпустима дискримінація або жест чутливості і уваги ортодоксальним єврейським чоловікам, які вважають, що слухати жіночий спів - це для них порушення релігійного закону". Деякі вважають таку політику підтримуємо релігійного фундаменталізму і мовчання жінок, або обмежити їх свободу в суспільному житті.
В 2016 жінки протестували проти дискримінації, якої зазнали у День пам'яті Голокосту. У Бар-Іланському університеті, наприклад, оголошувалося, що жінкам дозволять прочитати уривки з тексту і грати на музичних інструментах в День пам'яті, але заборонено співати, щоб не образити ортодоксальних єврейських чоловіків. Місто Сдерот і спільнота жінок співає на публічних заходах, щоб заспокоїти релігійних чоловіків. Інші організації, такі як Пе'emanei Тора у Avodah (НТА), заявили, що співати в народних обрядах є ізаїльсьским звичаєм, і про те, що ортодоксальний релігійний закон не виноситься на суд широкої громадськості.

## Громадське переслідування
Месники «патрулів скромності» переслідували жінок, яких вважали нескромно одягненими, в кварталах Харедім. У 2010 році поліція заарештувала двох Харедім, чоловіки в Західній стіні Плаза за підозрою, що вони кидали стільці на жінок, які молилися вголос. 28 вересня 2010 року ізраїльський верховний суд заборонив державну гендерну сегрегацію в Єрусалимському районі Меа Шеарім районі у зв'язку з клопотанням щодо екстремістських Харедім чоловіків, які фізично задівали і ображали жінок, які прогулювались дорогою, призначеною лише для чоловіків.

## Злочини проти жінок
Зґвалтування, включаючи подружнє зґвалтування, є кримінальним злочином в Ізраїлі, карається 16 роками в'язниці. Закон подвоює штраф, якщо ґвалтівник є родичем постраждалої. Існує 9 кризових центрів зґвалтування, які працюють на 24-годинній кризовій лінії для жертв сексуального насильства. Ізраїльське Міністерство соціальних справ забезпечує жіночі притулки і гарячу лінію порушень звітності. Поліція має кол-центр для інформування жертв. Жіночі організації надають консультування, кризове втручання, правову допомогу та притулки.
Головним мотивом для вбивств в Ізраїлі є насильство проти жінок (включаючи вбивства честі в мусульманських сім'ях). Деякі вбивства честі відбуваються в ізраїльській арабській громаді щорічно.
Обвинувальний висновок та обвинувальний вирок екс-президенту Моше Кацаву до двох пунктів звинувачення у зґвалтуванні та інших був витлумачений як перемога для ізраїльського жіноцтва. До кризових центрів зґвалтування після вироку надійшла рекордна кількість дзвінків.
Сексуальні домагання є протизаконними, але, як і раніше, широко поширені. Закон вимагає поінформованості передбачуваних потерпілих про їх право на допомогу. Штрафи за сексуальне домагання залежать від тяжкості діяння і наявності шантажу; діапазон від 2 до 9 років позбавлення волі.
У 1998 році ізраїльський закон про сексуальні домагання трактує сексуальні домагання широко і забороняє таку поведінку як дискримінаційну практику, обмеження волі, посягання на людську гідність, порушення права кожної людини на елементарну повагу і порушення права на приватне життя. Крім того, закон забороняє залякування або помсту, які вміщують сексуальні домагання. Залякування або помста, пов'язані з сексуальними домаганнями, визначаються законом як «упереджене ставлення».
За даними обстеження Міністерства промисловості, опублікованого в 2010, від 35 до 40% жінок заявили, що стикалися з сексуальними домаганнями на роботі, третина з яких пережили його протягом останніх 12 місяців. Серед жінок, які повідомляли про випадки переслідування, 69% сказали, що вони отримали «пропозиції», 47% зауваження сексуального характеру, 22% фізичне порушення, 10% приниження, і 7,7% вимагання і погрози.
Ізраїль, у відповідності до західної етики, зробив багатожонство незаконним. З метою надання можливості існуючим полігамним сім'ям, які прибули з країн, де ця практика була законною, були прийняті окремі положення.

## Жіноче здоров'я
Станом на  2008, показник материнської смертності в країні склав 7 на 100 000 живонароджень (один з найнижчих у світі). Жінки і чоловіки мали рівний доступ до послуг з діагностики та лікування захворювань, що передаються статевим шляхом.

## Жінки на ринку праці

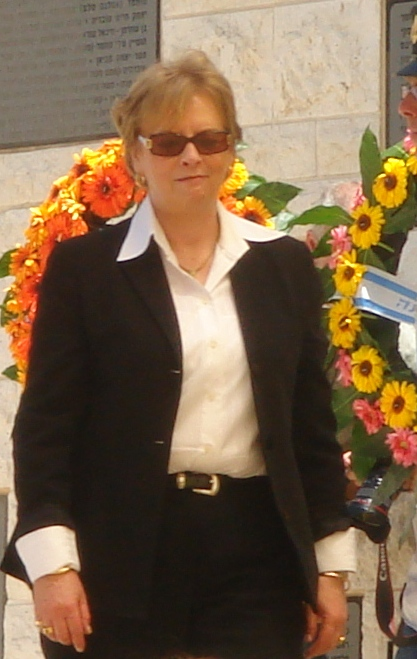
Доріт Beinisch, перша жінка-президент Верховного суду Ізраїлю

Дослідження Інституту розвитку менеджменту, опубліковане в 2012 році, розмістило Ізраїль на одинадцятому місці з 59 розвинених країн з участі жінок в робочих процесах. У тому ж опитуванні Ізраїль посів 24 місце за часткою жінок на керівних посадах. Законодавство Ізраїлю забороняє дискримінацію за статтю у сфері зайнятості та заробітної плати і  забезпечує механізм колективних позовів. Тим не менш, є скарги про суттєві відмінності в оплаті праці чоловіків і жінок. ОЕСР повідомили, що в 2016 році розрив у рівні доходів між чоловіками жінками в Ізраїлі особливо високий в порівнянні з іншими країнами ОЕСР. У середньому, чоловіки в Ізраїлі заробляють на 22 відсотки більше, ніж жінки,що поставило Ізраїль у число чотирьох країн ОЕСР з найбільшим гендерним дисбалансом в оплаті праці (після Японії, Естонії та Південної Кореї). Для порівняння, середній рівень гендерного розриву в зарплатах у країнах ОЕСР становив 15%..
Уряд ухвалив низку програм щодо поліпшення становища жінок у сфері зайнятості та в суспільстві. Управління  з питань гендерної рівності  жінок при канцелярії прем'єр-міністра виділяє стипендії для здобуття вищої освіти для друзьких, бедуїнських і черкеських студенток в північних регіонах країни. Влада проводить професійні навчальні курси в арабських, друзьких і черкеських населених пунктах.
У 2013 році вперше деканом стала представниця ультрарелігійної громади Малка Шапс, що очолила факультет точних наук в університеті Бар-Ілана.
Так, у 2013 році Головний рабинат Ізраїлю повідомив про намір усунути перешкоди для жінок, які хочуть працювати керівниками в державній системі кошерної сертифікації. Це стало значним кроком у сфері релігійного рівноправ'я, оскільки до того часу такі посади традиційно займали лише людей.
У відповідь на цю ініціативу організація «Емуна», яка займається просуванням прав жінок у релігійному суспільстві, оголосила про відкриття в Першому Ізраїлі сертифікаційного курсу для жінок у сфері кашруту. Цей курс мав на меті надати жінці професійну підготовку для роботи в системі кошерної сертифікації, що відкривало для них нові можливості працевлаштування в релігійних уст.
Ця подія була частиною ширшого руху за розширення прав жінок у релігійному житті Ізраїлю, зокрема у сферах рабинського судочинства, осв..
У 2016 році оголошено, що Верховний суд дав Міністерству юстиції 30 днів на формулювання нових правил, щоб дати можливість жінкам на рівних умовах конкурувати з чоловіками на посаду очільниці раввинських судів.

## Жіночі організації
На amat (івр. נעמת) - найбільша ізраїльська жіноча організація, заснована в 1921 році. Вона налічує 800 000 жінок (єврейок, арабок, друзок і черкесок) і представляє весь спектр ізраїльського суспільства. Організація має філії в 100 містах і селищах по всій країн, дочірні організації в інших країнах, що є частиною Сіоністського руху праці і Всесвітньої сіоністської організації. Асоціація кризових центрів зґвалтування в Ізраїлі є провідною організацією в боротьбі з насильством проти жінок.

## Значущі ізраїльтянки

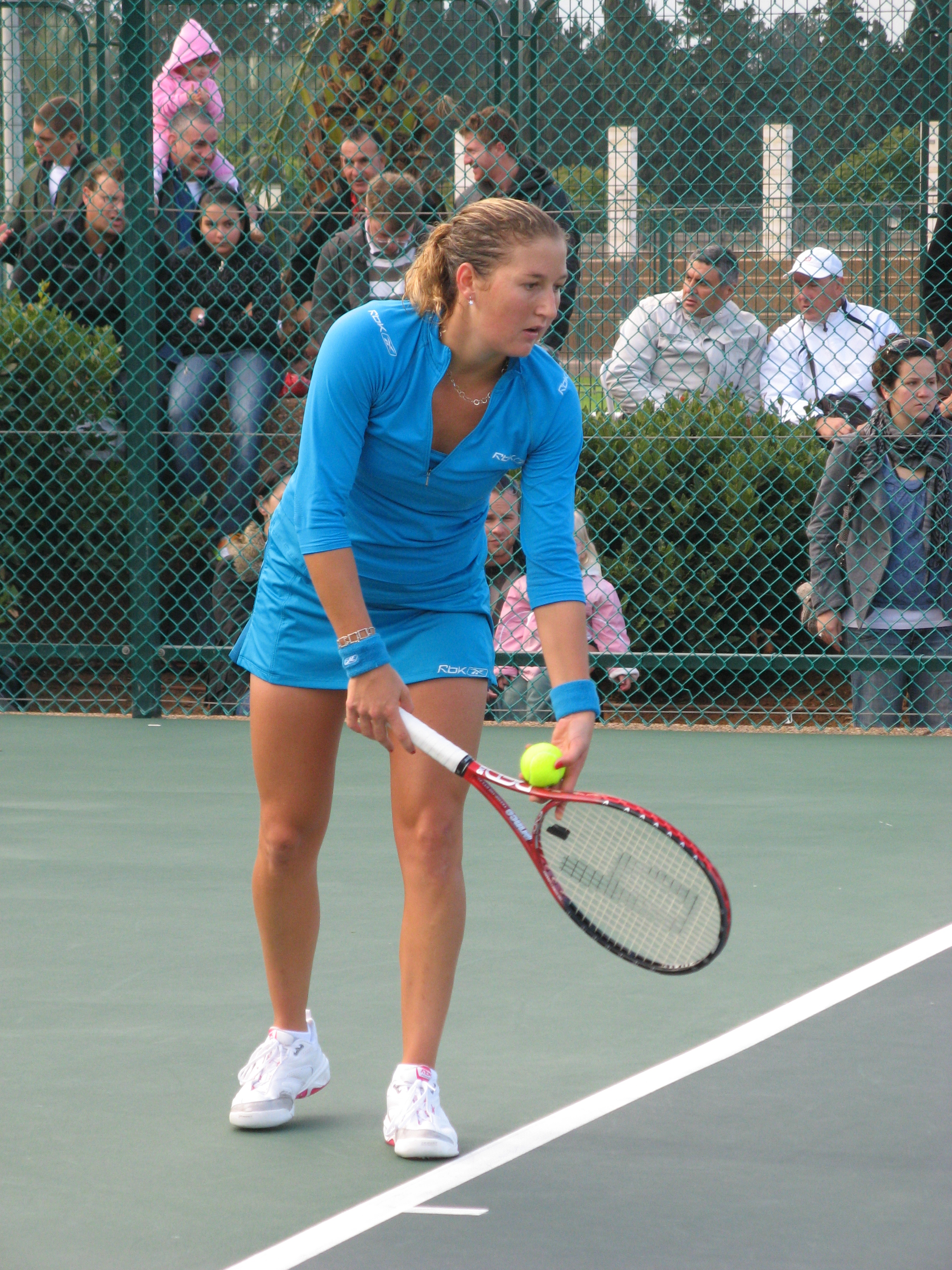
Шахар Пеєр, ізраїльська професійна тенісистка, має найвищий рейтинг серед усіх ізраїльських одиночних тенісисток — № 11 у світі
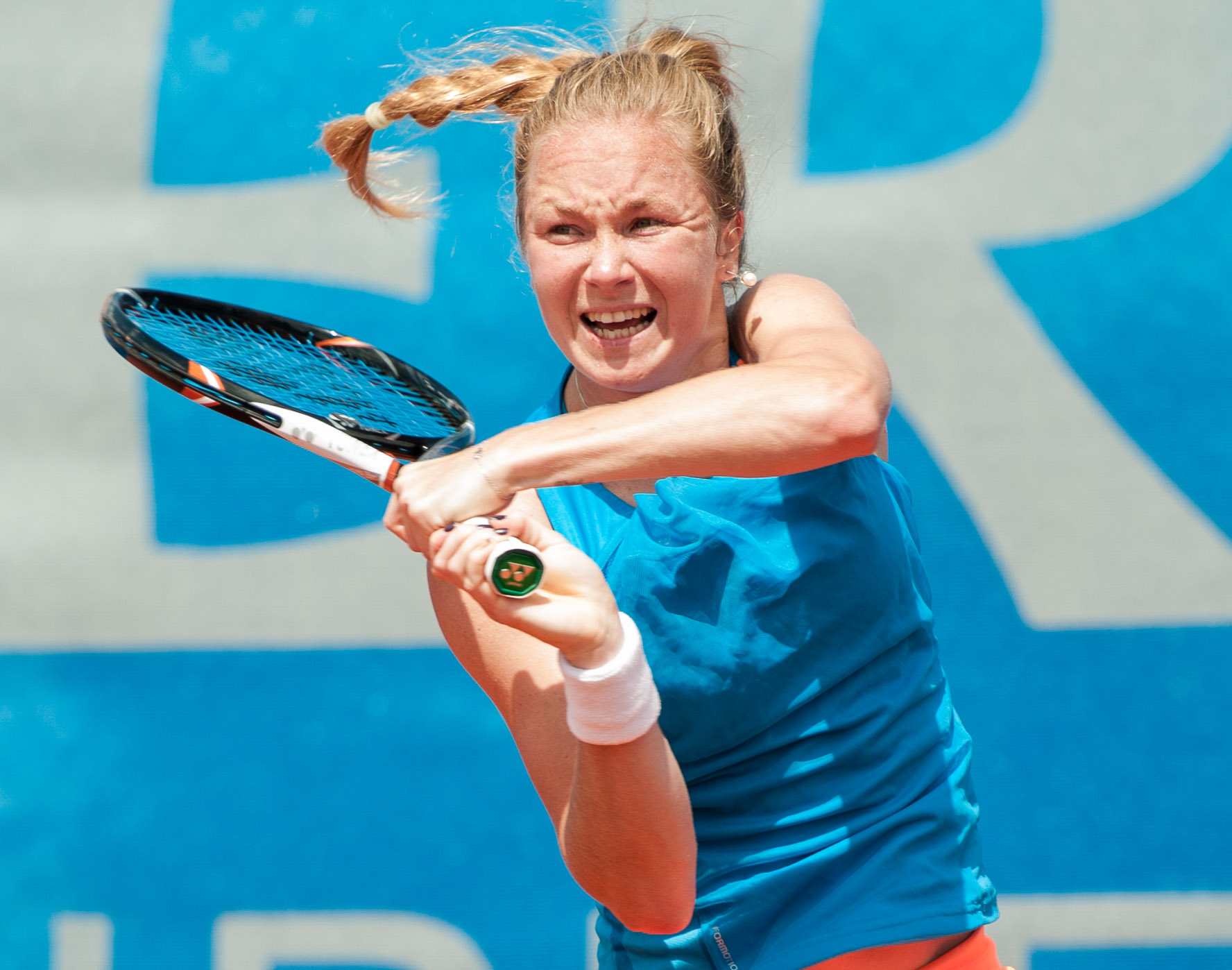
Юлія Глушко, триразова чемпіонка Ізраїлю з тенісу.
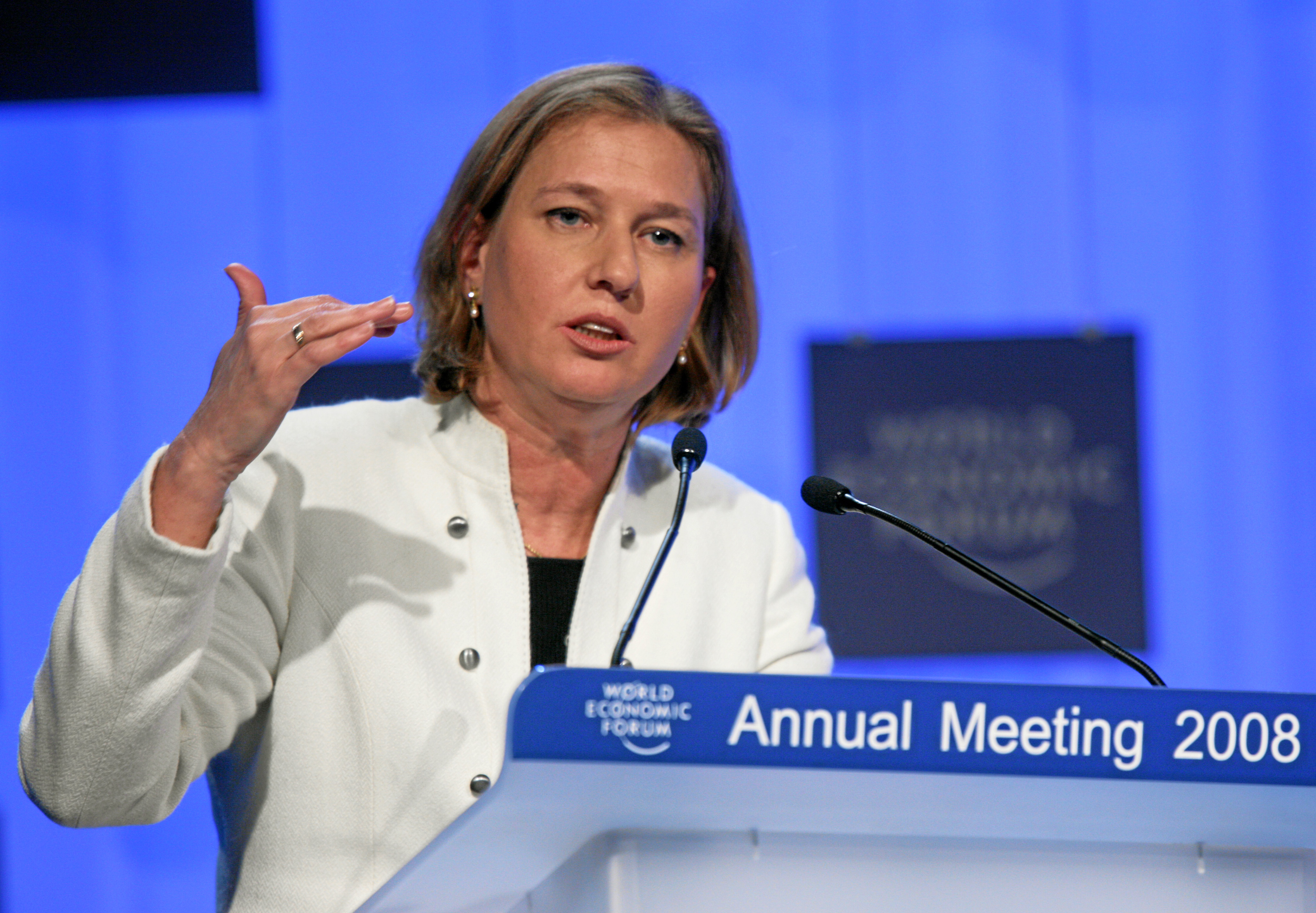
Ципі Лівні, колишня ізраїльська лідерка опозиції, засновниця і лідерка ха-тнуа.
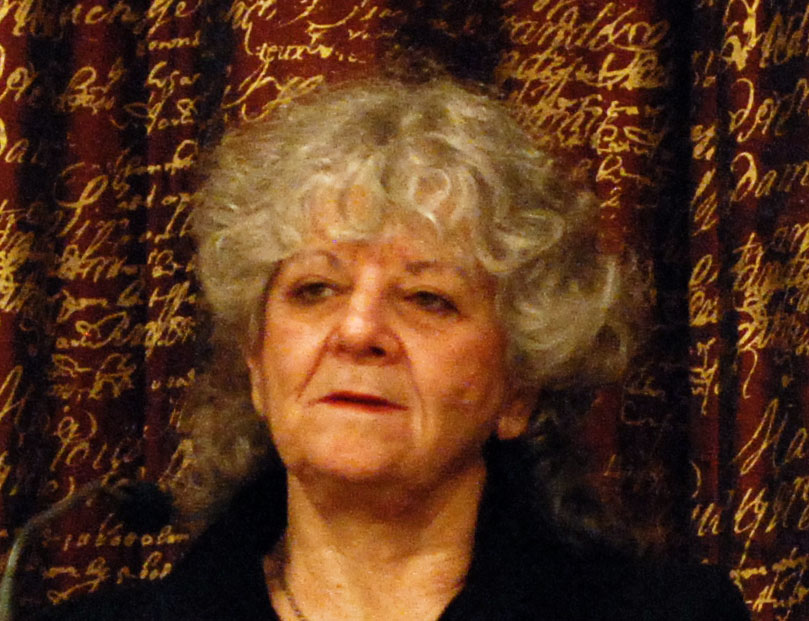
Ада Йонат, кристалографка, перша ізраїльська жінка, що отримала Нобелівську премію, за роботу по структурі рибосоми.

## Подальше читання
- Aguilar, Grace. The Women of Israel, Volume 1, D. Appleton & Co., 1851[69]
- Eglash, Ruth. Status of Israeli women improves little over decade [Архівовано 23 жовтня 2012 у Wayback Machine.], March 7, 2010
- Sexes: The Women of Israel, February 20, 1978[70]
- Lavie, Smadar. 2011 «Mizrahi Feminism and the Question of Palestine.» Journal of Middle East Women Studies. Vol. 7 (2): 56-88[71]
- Lavie, Smadar (2014). Wrapped in the Flag of Israel: Mizrahi Single Mothers and Bureaucratic Torture. Oxford and New York: Berghahn Books. ISBN 978-1-78238-222-5 hardback; ISBN 978-1-78238-223-2 ebook.